# Judith Crist
Judith Crist (The Bronx, 22 de maio de 1922 - Manhattan, 7 de agosto de 2012) foi uma jornalista americana, uma das mais influentes críticas de cinema dos Estados Unidos.
Iniciou a carreira em 1945  no “New York Herald Tribune”, trabalhando, também, na ”New York Magazine”, na televisão "NBC" (no programa "Today") e foi professora de jornalismo na Universidade de Columbia.